# 黑林铺街道
黑林铺街道，是中华人民共和国云南省昆明市五华区下辖的一个街道。

## 行政区划
黑林铺街道下辖以下地区：
黑林铺社区、海源社区、昭宗社区、龙院社区、团山社区、岷山社区、西城社区和玉峰社区。
2019年下半年，昆明高新技术产业开发区的10个社区（锦兴苑社区、梁家河社区、沙沟社区、康宏社区、万裕社区、鑫世社区、科澳社区、红盛园社区、国际花园社区、新域社区）社会事务移交黑林铺街道代管。